# Sweltsa yunnan
Sweltsa yunnan är en bäcksländeart som beskrevs av Tierno de Figueroa och Fochetti 2002. Sweltsa yunnan ingår i släktet Sweltsa och familjen blekbäcksländor. Inga underarter finns listade i Catalogue of Life.